# 2025年度政府予算
2025年度政府予算（2025ねんどせいふよさん）は、第217回国会（2025年1月24日 - ）で成立した、2025年度（2025年4月1日 - 2026年3月31日）の日本の政府予算。
第2次石破内閣（自民・公明連立）が提出し、自民党、公明党と日本維新の会の3党による合意を経て修正され、3月4日に衆議院を通過した。3月31日に参議院で再び修正、可決したあと、衆議院の同意を受け成立した。
本予算案が修正されるのは1996年の橋本龍太郎内閣以来で、減額されるのは1955年の鳩山一郎内閣以来となった。また、参議院で予算案が修正されるのは現憲法下で初。なお、2024年に行われた前国会で政府の提出した2024年度補正予算案も修正のうえ、12月に成立している。
衆議院予算委員会の審議では、閣僚や官僚への質問を行う形式による従来の分科会に加えて、予算案の内容を項目別に審査する「省庁別審査」が新たに設けられた。省庁別審査は3日間行われたが、他国と比べると不十分だという指摘もある。省庁別審査の導入により、分科会の日程は2日から1日となっている。

## 内容
少数与党下での予算であり、衆議院を通過した修正案には日本維新の会が主張する高校教育無償化に加え、国民民主党が主張した「所得控除103万円の壁」の引き上げや、立憲民主党の予算修正案の一部が反映されている。
また、参議院の審議中に政府が高額療養費制度の見直しを見送る方針を固め、再修正され成立した。
防衛費に充てる建設国債約7000億円の発行を計上した。

## 経過
- 2024年12月27日 - 石破内閣が予算案を閣議決定[13]

- 2025年3月4日 - 衆議院予算委員会、本会議で修正案が可決[1][2]

- 3月31日 - 参議院予算委員会、本会議で再修正案が可決されたあと、衆議院本会議で全会一致で同意、成立[3]

## 各党の対応
- 立憲民主党 - 予備費や基金を財源に、給食費の無償化やガソリン価格の引き下げを行うとした修正案を衆院予算委員会に提出したが、否決されている[1]。少数与党下の予算であるが、幹事長の小川淳也は、立憲民主党はシングルイシューによる条件闘争によってキャスティング・ボートを握る役割にも立場にもないという見解を示し、汎用性のある、横にウィングを広げた主張をしているとしている[14]。

- 国民民主党 - 年収103万円の壁をめぐり、年間178万円まで引き上げるよう求めていたが、自民・公明両党との協議で合意できず[15]、衆院本会議では予算案に反対した。

- れいわ新選組 - 衆院予算委員会で予算組み替え動議を提出したが、否決されている[1]。

- 日本共産党 - 衆院予算委員会で予算組み替え動議を提出したが否決され、立憲民主党の修正案に賛成している[1][16]。物価高騰の一方で、軍事予算が増加していることを批判しているほか、消費税は所得の低い人ほど負担が大きくなるとして消費税を5%へ引き下げ、大企業に対する法人税を引き上げること、1億円の壁を解消すること等を主張している[16]。委員長の田村智子は、軍事費の増加と大企業の優遇を改めることによって、消費減税等「暮らしの予算」を大幅に増やす積極財政は可能だとしている[17]。

## 関連予算
- NHK[注 1]の2025年度予算は3月19日に衆議院総務委員会で、れいわ新選組を除く6党[注 2]の賛成により、附帯決議を行った上承認された[18]。